# Macrogomphus quadratus
Macrogomphus quadratus är en trollsländeart som först beskrevs av Selys 1878.  Macrogomphus quadratus ingår i släktet Macrogomphus och familjen flodtrollsländor. Inga underarter finns listade i Catalogue of Life.